# Sinozentrismus
Sinozentrismus ist eine Weltanschauung, nach der China das kulturelle, politische bzw. wirtschaftliche Zentrum der Welt ist. Aus der Sicht des chinesischen Kaiserhofes existierte eine sinozentrische Weltordnung, die auf der Annahme der zentralen Stellung und Überlegenheit Chinas beruhte, die mittels eines Tributsystems zumindest nominell von vielen anderen großen und kleinen Staaten anerkannt wurde.